# Hymn Omanu
Hymn Sułtana (Nashid as-Salaam as-Sultani) – hymn państwowy Omanu od 1970 roku. Słowa napisał Ali Squalli Houssaini, a muzykę skomponował Rodney Bashford. W latach 1970–2020 hymn był poświęcony postaci sułtana Kabusa. W 2020 roku jego następca Hajsam ibn Tarik Al Sa’id usunął fragmenty odnoszące się do swojego poprzednika.
| Ya Rabbana Ehfid hi Lana Jalalat Al Sultan | O Boże, chroń nam Jego Wysokość Sułtana                | يا ربنا احفظ لنا جلالة السلطان |
| Waashabi Fee Al'wtan                       | I lud naszego kraju                                    | والشعب في الأوطان              |
| Bialeizy Walaman.                          | Z honorem i spokojem.                                  | بالعز و الأمان                 |
| Walyadum Muoayadda,                        | Niech żyje długo, silny i wspierany,                   | وليدم مؤيدا                    |
| Aahilan Momajjada;                         | Niech będzie sławione jego przywództwo                 | عاهلا ممجدا                    |
| Bilnufoosi Yuftda.                         | Dla jego my mamy obowiązek kłaść na dole nasze życie   | بالنفوس يفتدى                  |
| Ya Oman, Nahnoo Min Ahd Il Nabi            | O Omanie, od czasów Proroka                            | يا عمان نحن من عهد النبي       |
| Awfiya Min K'ram Al Arabi.                 | Byliśmy najbardziej oddanymi wśród szlachetnych Arabów | أوفياء من كرام العربي          |
| Fârtaqi hâm as-Sama                        | Więc wznieśmy się na wierzchołek niebios!              | فارتقي هام السماء              |
| Wa-emlaʾi l-kun ḍ-ḍiyâʾ                    | Oświetlmy kosmos                                       | واملئي الكون الضياء            |
| Wa-s-saʿdi wa-n-naʿmi be-r-raxâʾ.          | Radujmy się i rozkoszujmy się dobrobytem               | واسعدي وانعمي بالرخاء          |

## Słowa 2 zwrotki za czasów panowania sułtanaKabusa(1970–2020)
| Ya Oman, Nahnoo Min Ahd Il Nabi | O Omanie, od czasów Proroka                                           | يا عمان نحن من عهد النبي |
| Awfiya Min K'ram Al Arabi.      | Byliśmy najbardziej oddanymi wśród szlachetnych Arabów                | أوفياء من كرام العربي    |
| Abshiry Qaboos Jaa'             | Bądźcie szczęśliwi! Kabus ma pochodzenie                              | ابشري قابوس جاء          |
| Faltubarakhu 'I Sama'.          | Z tym błogosławieństwem z nieba                                       | فلتباركه السماء          |
| Waasidy Waltoq'hi Bilduoaa      | Bądźcie radośni, polecajcie jemu dla niego ochronę od naszych modlitw | واسعدي والتقيه بالدعاء   |